# Clara Haskil
Clara Haskil, née le 7 janvier 1895 à Bucarest et morte le 7 décembre 1960 à Bruxelles, est une pianiste roumaine et suisse.

## Biographie

### La découverte d'un talent précoce

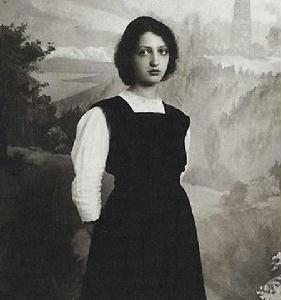
Clara Haskil dans les années 1920.

Clara Haskil est issue d'une famille roumaine juive («Haskil» semble venir du verbe hébreu השׂכיל signifiant «discerner», apparenté au mot Haskala[réf. nécessaire]) et se révèle être une enfant surdouée. À l'âge de trois ans elle reproduit déjà, avec un doigt, des mélodies qu'elle a entendues. La mère de Clara, Berthe Haskil, pianiste et musicienne amateur, lui donne ses premiers cours de piano et Clara révèle des dons stupéfiants d'oreille et de doigté[réf. souhaitée]. Sa mère lui a donné son prénom en souvenir de sa propre sœur aînée qu'elle admirait passionnément et qui mourut à vingt ans alors qu'elle effectuait des études brillantes de piano au Conservatoire de Bucarest. Clara travaille aussi le violon et se montre également douée pour cet instrument. Elle a deux sœurs, Lili, son aînée, qui joue du piano, et Jane, la cadette qui apprend le violon.
Son père meurt en 1899 des suites d'une pneumonie contractée une nuit de décembre lors d'un incendie survenu dans leur immeuble, et sa mère doit subvenir aux besoins de la famille en donnant des leçons de piano, de français, d'allemand, d'italien, de grec moderne, puis en ouvrant un petit atelier de couture pour rester auprès de ses enfants. Mais son travail ne suffit pas et la famille survit grâce à l'aide d'un de ses frères, Isaac. Actuaire, Isaac deviendra directeur de la Nationale, une des premières sociétés d'assurances roumaines. Il sera ainsi en mesure d'aider les Haskil et deviendra peu à peu le chef de famille.
Clara Haskil continue de développer ses dons, toujours avec sa mère. Un ami des Haskil emmène la fillette chez un professeur de chant du Conservatoire qui lui joue une sonatine de Mozart qu'elle ne connaît pas. Clara la joue immédiatement sans faute, d'une traite, puis la rejoue en la transposant[réf. souhaitée]. Elle a cinq ans. On décide de lui faire commencer les cours au conservatoire.

### Les années de formation à Vienne et à Paris
Quand Clara a sept ans, la famille décide de l'envoyer étudier le piano à Vienne. Elle s'y rend seule avec un autre de ses oncles, l'oncle Avram — un médecin âgé de trente-cinq ans qui ne pratique plus et qui voue une véritable passion à sa petite nièce. À Vienne, Avram l'amène auprès du célèbre pianiste Anton Door. Émerveillé par les dons de l'enfant, il écrit au quotidien viennois Neue Freie Presse qui publie l'article suivant :
Le professeur Anton Door attire notre attention sur une petite fille dont le talent musical est tout à fait exceptionnel. Il nous écrit :

« Ces jours-ci s'est présenté chez moi un médecin venant de Roumanie et tenant par la main une petite fille de sept ans, fille d'une veuve. Cette enfant est un prodige : elle n'a jamais reçu de véritable enseignement musical — mais ce n'est pas nécessaire car tout ce qu'on lui joue, dans les possibilités de ses petites mains, elle le joue à son tour de mémoire, sans une faute et qui plus est dans n'importe quel ton. Je lui ai présenté une sonate, facile, de Beethoven : elle l'a déchiffrée d'une façon parfaite et sans accroc. On se trouve là devant une énigme : cette maturité d'un cerveau d'enfant est véritablement angoissante. »

Clara étudie à Vienne chez le professeur Richard Robert. Ce professeur, dont Rudolf Serkin aussi a été l'élève, est un excellent pédagogue qui voit une enfant triste et lui organise une petite pièce où elle pourra jouer. La petite Clara, alors âgée d'à peine huit ou neuf ans, apprend vite et joue ses premiers concertos de Mozart.
Après trois années d'étude avec Richard Robert, l'oncle Avram décide d'emmener Clara, alors âgée de dix ans, à Paris. Elle ne reverra plus son professeur. Clara se présente aux examens d'entrée de piano et de violon du Conservatoire de Paris. Elle poursuit l'étude du violon parallèlement à celle du piano jusqu'à ce que la scoliose déformante diagnostiquée en 1914 l'empêche de continuer cet instrument.
Elle devient l'élève d'Alfred Cortot, en 1907, mais l'illustre pianiste ne l'aime pas et devant les autres élèves la renvoie souvent en lui disant : « Nous vous entendrons la prochaine fois ! » Il lui dira même : « Vous jouez comme une femme de ménage ! » et la remettra entre les mains de son collègue Lazare-Lévy. Gabriel Fauré, alors directeur du Conservatoire de Paris, se prend d'affection pour elle et la félicite après l'avoir entendu jouer une de ses pièces, Thème et variations : « Je ne savais pas qu'il y avait autant de musique dans ce que j'avais écrit ! ».
Clara vit seule à Paris avec son oncle Avram, un homme taciturne, et lors de vacances en Roumanie où la famille de Clara est restée, sa mère la voyant si triste décide de louer un appartement à Paris. Pour des raisons matérielles, elle ne pourra emmener Lili et Jane. L'oncle Avram, malade, revient à Bucarest et entre dans la compagnie d'assurances de son frère où il restera jusqu'en 1911.
En 1909, à quatorze ans, Clara remporte le premier prix de violon au concours de l'Union française de la jeunesse présidé par Jacques Thibaud mais seulement un second prix de piano au Conservatoire. L'année suivante, en 1910, Clara gagne son premier prix de piano au Conservatoire dans la classe d'Alfred Cortot. Elle commence à donner des concerts. À Vienne un imprésario suisse s'intéresse à elle et lui organise une tournée en Italie du nord et en Suisse. Ferruccio Busoni, qui a entendu Clara jouer à Zurich, propose à sa mère que la jeune fille vienne étudier chez lui, à Berlin, et se heurte à un refus que Clara regrettera toute sa vie.

### La Première Guerre mondiale et sa scoliose
Atteinte d'une scoliose déformante, Clara Haskil est accueillie à Berck, dans le nord de la France, où l'on soigne les malades atteints de tuberculose osseuse. Elle va vivre là un calvaire fait de souffrances morales et physiques aiguës. Elle sera emprisonnée dans un corset de plâtre pendant de longs mois et restera à Berck jusqu'à la fin de la guerre, en 1918.
En 1917, la mère de Clara Haskil meurt d'un cancer. Son oncle Avram est dans un camp de réfugiés (il a été arrêté, ayant pris la nationalité  autrichienne). Clara se retrouve donc seule. Alors que jusqu'à présent elle n'était pas particulièrement sujette au trac, celui-ci va devenir terriblement envahissant et paralysant. Elle refusera souvent de jouer, prétextant que « ça n'ira pas... ». De plus, elle n'est que rarement satisfaite de sa performance.

### Les débuts de sa carrière musicale: ses premiers grands succès et ses mécènes
Après la Première Guerre mondiale, elle revient à Paris. Georges Enesco intervient alors auprès de l'État roumain pour s'assurer que la jeune musicienne pourra y achever ses études musicales ; en 1921, il la fait jouer à Lausanne. À Paris, la pianiste fait la connaissance de Mme Gélis-Didot et de Mme Paul Desmarais qui tiennent salon et sont parmi les mécènes les plus actives du monde musical parisien.
C'est Mme Desmarais qui propose à Clara Haskil d'aller reprendre des forces en Suisse accompagnée d'une infirmière. Elle y retrouve son oncle Avram dont le caractère s'est grandement assombri et fait des rencontres importantes pour la reconnaissance de son talent en Suisse. Pendant ces années, de 1920 à 1950, la Suisse est le seul pays où le public reconnaît le génie de Clara Haskil et l'assure de sa fidélité.
La jeune pianiste manque de confiance en elle. Lors de son premier concert avec l'Orchestre de la Suisse romande et son chef Ernest Ansermet, son trac est si fort qu'elle n'imagine pas entrer en scène. Le concert est cependant un succès et Ernest Ansermet ne cesse de la féliciter. Clara Haskil passe la nuit à l'hôtel à répéter à sa compagne de chambre : « N'est-ce pas, il est furieux Monsieur Ansermet ? ». Cette critique excessive envers elle-même, le trac paralysant avant d'entrer en scène et la maladie de Parkinson de son oncle Avram, qui refuse les soins qui ne sont pas prodigués par sa nièce, la conduisent à refuser et même à annuler des concerts, et empêchent sa carrière de prendre son essor. On a écrit parfois que Clara Haskil avait un jeu sobre, « en avance sur son temps » et que c'est pour cette raison qu'elle aurait été rejetée par le public parisien. Il n'en est rien : les critiques de l'époque et les quelques enregistrements des années 1920-1930 montrent tout au contraire une pianiste au jeu très virtuose, passionné et d'essence romantique[réf. souhaitée].
Sa carrière piétine malgré le soutien de ses mécènes. En 1924, à Bruxelles son concert rencontre un vif succès... mais elle ne sera pas réengagée avant 1930. Elle donne deux concerts à Vienne où elle joue son cheval de bataille de l'époque, une œuvre à laquelle on ne l'identifie pas de nos jours, le deuxième concerto de Rachmaninov : c'est un immense succès, mais ce seront ses seules apparitions à Vienne jusqu'en 1952.
Mme Gélis organise une tournée en Amérique du Nord et Clara Haskil triomphe à New York. Ébloui par la prestation de cette jeune pianiste de 29 ans, le critique du Courrier Musical de New York écrit le 13 novembre 1924, un article très élogieux et d'une grande sensibilité :

« Dire que Mlle Haskil joue de toute son âme peut sembler ridiculement sentimental ; il n'y a cependant pas d'autre ni de meilleure expression. Elle semble être à la recherche de la signification purement intérieure et de plus en plus profonde des pensées et des sentiments trouvés dans l'esprit même du compositeur, au travers de sa musique. Son jeu dénote une immense et sympathique compréhension des pulsions humaines, de toutes les passions, désirs, joies et tristesses, espoirs et découragements successifs qui ont inspiré la composition des œuvres qu'elle interprète. Entendre Mlle Haskil interpréter Schumann, Chopin, Ravel, c'est toucher de près à la révélation de la nature de ces hommes, des motifs qui les ont fait écrire - et qui les ont fait écrire comme ils l'ont fait. Ce n'est plus un simple concert, c'est plutôt une communion intime avec le génie. »

Clara Haskil revient à New York l'année suivante, en 1925, à nouveau grâce à Mme Gélis, puis seule fin 1926 - début 1927, notamment pour un concert avec le chef d'orchestre britannique Leopold Stokowski. Ce concert est un immense succès et Léopold Stokowski la recommande à son agent. Ce dernier est prêt à organiser une tournée à travers les États-Unis mais faute pour Clara Haskil de posséder les 100 dollars nécessaires aux frais de publicité, une somme importante à l'époque, cette tournée ne se fera pas et elle ne reviendra aux États-Unis que trente ans plus tard.
Pour la musique de chambre, ses partenaires sont d'emblée enthousiasmés du dialogue qui s'instaure avec elle, à l'instar de Pablo Casals qui adore jouer en sa compagnie. En 1927, pour le centenaire de la mort de Beethoven, le grand violoniste Eugène Ysaÿe la choisit pour donner en trois concerts les dix sonates pour violon et piano du maître.
La maison Gaveau lui propose de prendre en charge toute sa carrière à l'unique condition qu'elle ne joue que sur les pianos de la marque. Comme elle n'aime pas ces instruments, elle refuse, malgré les tentatives d'approches réitérées de la marque française qui, ainsi éconduite, finira par renoncer.
Elle rencontre la princesse de Polignac, née Winnaretta Singer, une des dernières grandes mécènes privées du XXe siècle. La princesse reconnaît en elle une grande musicienne et décide de l'aider, non point tant par sa fortune (son avarice est légendaire) qu'en mettant à sa disposition un de ses pianos dans son hôtel particulier de l'avenue Henri-Martin. Clara peut ainsi venir travailler autant qu'elle le désire et peu à peu se retrouve introduite dans les soirées musicales que donne la princesse en ses salons. L'élite de la création artistique se retrouve chez « Tante Winnie » comme l'appellent les habitués, Clara y rencontre Stravinsky, Poulenc, Rubinstein, Horowitz. Mais Clara, qui est d'une timidité maladive, ne profitera jamais de ces rencontres à l'exception de sa rencontre un soir de 1936 avec un jeune pianiste au talent immense, Dinu Lipatti, lui aussi roumain. Instantanément une amitié profonde s'installe entre eux que seule la mort de son ami en 1950 interrompra. En 1938, elle crée pour lui sa symphonie concertante pour deux pianos.

### Les années difficiles de la Seconde Guerre mondiale: les refuges en zone libre et en Suisse

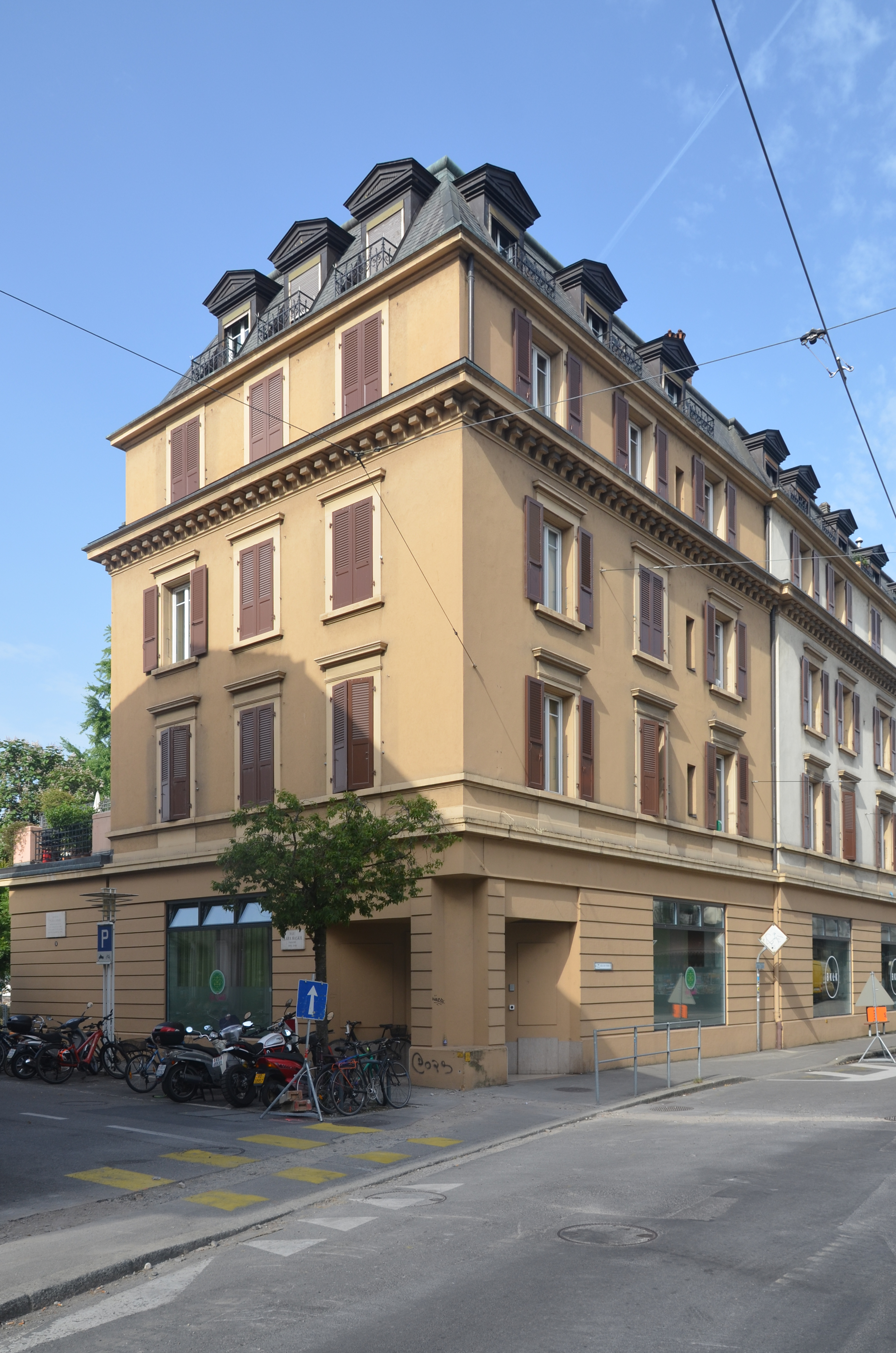
Bâtiment à Vevey dans lequel Clara Haskil vécut de 1951 à 1960.

Quelques contrats arrivent, quelques passages à la radio française où elle relève le défi d'apprendre en 8 jours le second concerto de Brahms op. 83. Une semaine plus tard, elle l'interprète en direct à la radio. Son talent commence à s'imposer mais la guerre vient tout remettre en question. Clara Haskil est de confession juive et doit se cacher. Grâce à sa sœur Jane membre de l'Orchestre national de France, elle passe avec les musiciens en zone libre et, d'une manière inespérée, elle est recueillie dans le manoir d'une autre protectrice des arts, la comtesse Lily Pastré. En effet c'est grâce à l'insistance de Youra Guller, une camarade de conservatoire, que Clara est hébergée dans la propriété de la comtesse à Montredon déjà suroccupée par des exilés et des fugitifs.
En 1942, sa santé se dégrade. Elle a de plus en plus de peine à lire, des maux de tête toujours plus violents l'assaillent quasi quotidiennement : on diagnostique une tumeur de l'hypophyse. On fait venir de Paris un disciple du premier grand neuro-chirurgien qui accepte de ne pas être payé pour son opération et ne demande qu'à être défrayé pour le voyage et les documents pour la zone libre. L'opération, qui a lieu à Marseille, dure neuf heures sous anesthésie locale ; pendant toute la durée de l'intervention, afin de vérifier que rien de son cerveau n'est touché, Clara Haskil joue sur la table d'opération le concerto « Jeunehomme » de Mozart, « son concerto » comme elle le nomme. Sa convalescence est rapide et étonnante. Pour fêter ce « retour à la vie », un concert est organisé pour elle dans les jardins de Montredon. Elle joue le concerto en ré mineur KV 466 de Mozart. Un compte rendu d'Antoine Goléa évoque le Beau absolu osant s'opposer au mal et aux souffrances de la guerre.
Comme elle peut être arrêtée à tout moment et qu'une fois déjà elle a pu être libérée d'une rafle organisée par la police française de Vichy, on la presse de se réfugier en Suisse, ce qu'elle refuse. Le même cercle d'amis et d'admirateurs, qui en Suisse s'est occupé de récolter l'argent nécessaire à son opération, s'affaire maintenant pour obtenir les  papiers qui lui permettront d'être accueillie dans ce pays qui, dès ses débuts, l'avait reconnue. Après une ultime hésitation, quasiment sur le quai de gare, Clara Haskil monte seule dans le train pour la Suisse au début de novembre 1942. Elle arrive à Genève vingt-quatre heures plus tard. Le douanier qui vérifie ses papiers lui dit : « C'est vous Mademoiselle Haskil qui nous faites de la si belle musique… » Son cercle d'amis la conduit dans le canton de Vaud où elle résidera jusqu'à sa mort. Malgré l'interdiction qui lui est faite de quitter le canton, elle obtient de pouvoir donner quelques concerts en Suisse romande. La fidélité du public suisse lui assurera les maigres revenus dont elle disposera pendant ces années de la fin de la guerre.

### Reconnaissance internationale tardive

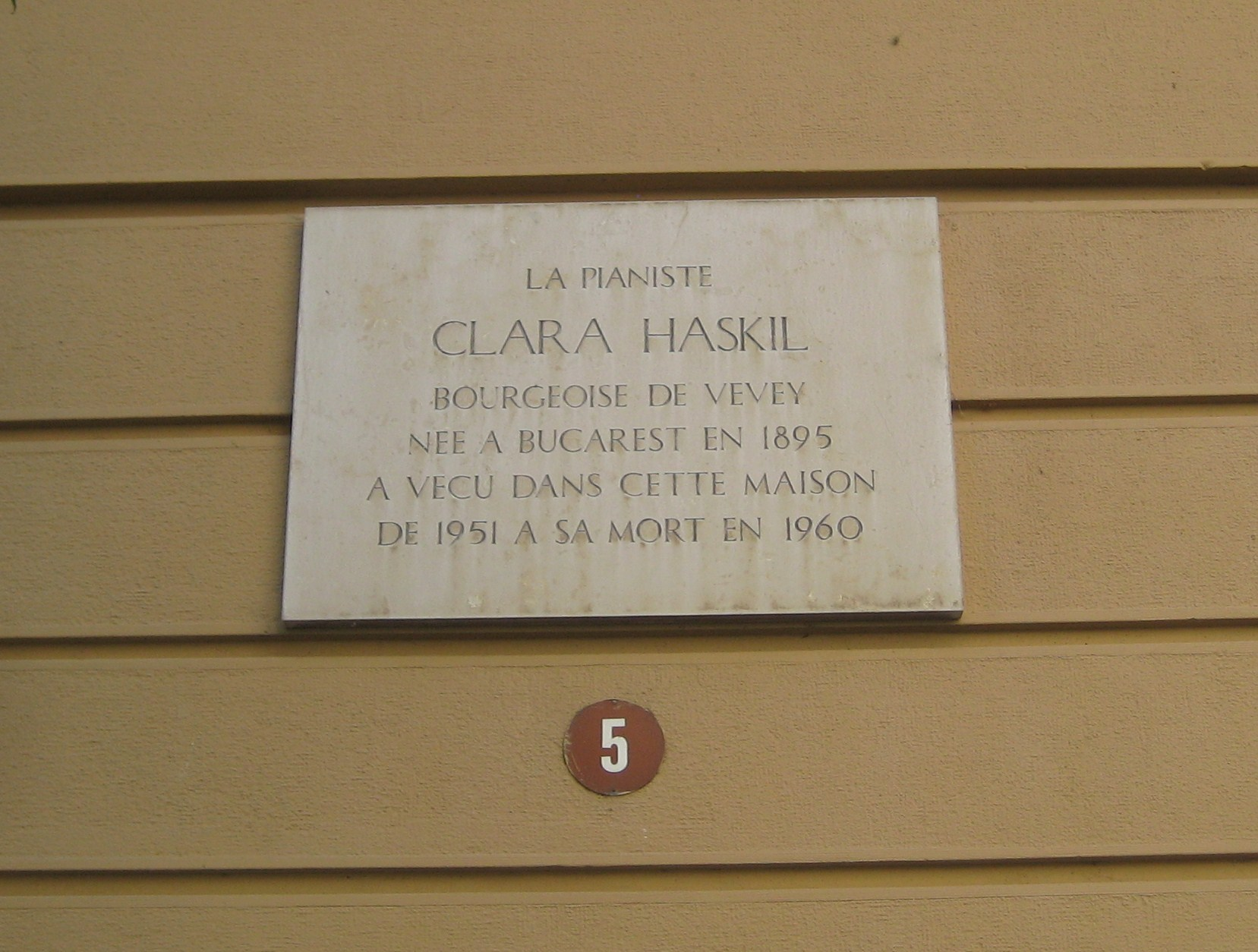
Plaque commémorative à Vevey.

Alors que sa vie a été faite principalement de désillusions, de souffrances et de rendez-vous manqués avec une carrière qui s'annonçait extrêmement brillante, Clara Haskil a tenu bon et sa persévérance lui apporte enfin une reconnaissance éclatante. Dès la fin de la guerre, elle est invitée partout dans le monde. D'abord en Suisse où elle peut maintenant se déplacer librement et où elle joue à Genève, à Zurich, à La Chaux-de-Fonds et à Ascona, puis en Angleterre où elle enregistre pour la BBC une série de sonates de Scarlatti qui connaissent un grand succès. En 1947, elle enregistre son premier disque commercial pour la firme Decca (encore en 78 tours) : le quatrième concerto de Beethoven avec Carlo Zecchi.
Clara Haskil étant apatride, elle demande et obtient en 1949 la nationalité suisse, ce qui mettra fin à ses problèmes administratifs pour jouer dans certains pays.
Pendant les dix dernières années de sa vie, son agenda est surchargé de concerts et elle peut s'acheter un piano de la marque Steinway. Elle joue aux Pays-Bas, en Allemagne (après avoir hésité : comment pardonner ?) où elle est toujours très applaudie, et en France où l'on reconnaît enfin son talent exceptionnel. En 1956, elle est choisie par l'Orchestre Philharmonia et Herbert von Karajan pour une tournée européenne en hommage à Mozart, dont on célèbre le bicentenaire de la naissance. Un enregistrement public réalisé pendant les Mozartwoche, à Salzbourg en garde le témoignage et a été publié par le Festival de Salzbourg sur disque compact. Elle part ensuite en tournée aux États-Unis, limitée toutefois à Boston et à New York où elle donne quatre concerts avec Charles Munch et Paul Paray et reçoit des ovations debout. Là comme partout on reprend la formule parue quelques années auparavant dans un journal viennois : « Clara Haskil a été envoyée sur terre pour jouer Mozart ». Telle une comète, la pianiste illumine le ciel nord-américain mais ne reviendra plus : la santé fragile de l'artiste fait peur en effet aux impresarios américains.

### «La grande dame de la musique»: son jeu exceptionnel et sa santé fragile
« La Grande Dame de la Musique », comme on la surnomme maintenant, doit faire face aux exigences d'une carrière qui effraie et épuise de plus jeunes qu'elle. Entre 1957 et 1958, elle frôle la mort par deux fois et est obligée de quitter la vie musicale momentanément. Elle s'estime alors « en sursis », mais elle remonte sur scène, reprend les séances d'enregistrement dont quelques-unes laissent pantois les producteurs et les ingénieurs du son : certains mouvements d'œuvres ne nécessitent qu'une seule prise, tant son jeu parvient à une chaleureuse perfection. C'est ainsi qu'entre 1956 et 1958, pour la firme Philips, elle enregistre avec le violoniste Arthur Grumiaux les sonates de Mozart pour piano et violon K.301, K.304, K.376, K.378, K.454 et K.526, ainsi que l'intégrale des sonates pour piano et violon de Beethoven. Dans une lettre à sa femme datée du 26 juin 1953, Arthur Grumiaux écrit : « Mon premier concert, celui avec Clara Haskil (tu trouveras une photo ci-jointe) fut, paraît-il, magnifique. J'ai eu la plus grande joie de jouer avec cette artiste magnifique, grande musicienne et… d'une modestie que beaucoup feraient bien d'imiter ». Arthur Grumiaux avait rencontré Clara Haskil au Festival Pablo Casals et cette rencontre avait été le point de départ de leurs tournées de concerts et de leurs enregistrements, et aussi d'une grande amitié. Charlie Chaplin, qui habitait à proximité de Vevey, éprouvait une grande amitié et une grande admiration pour Clara Haskil. Il l'invitait souvent au Manoir de Ban et notamment à chaque Noël où elle se mettait au piano après le dîner. Il déclarait à son sujet : « J'ai connu trois génies dans ma vie : Einstein, Churchill et Clara Haskil ».

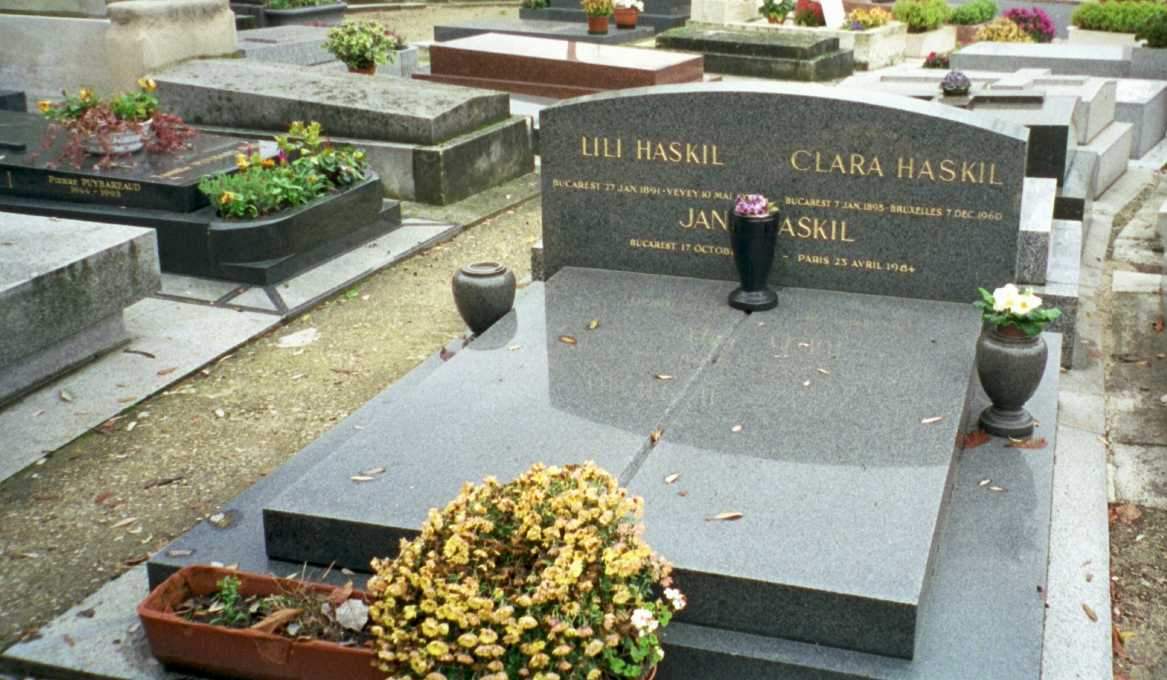
Tombe de Clara Haskil et ses deux sœurs au cimetière du Montparnasse (division 4), à Paris.

Tous les témoignages concordent : il y avait un contraste extraordinaire entre son apparition sur scène et son jeu. S'avançant à pas lents jusqu'au piano, elle semblait une femme d'une fragilité extrême, très vieille, bossue du fait de l'aggravation de sa scoliose. Le public retenait son souffle et se demandait si elle arriverait au piano ; puis, dès que ses doigts entraient en contact avec le clavier, l'auditoire était immédiatement subjugué. L'affaiblissement de ses forces physiques la contraignit à amenuiser la dynamique sonore de son jeu qui maintenant s'épanouissait de la nuance triple piano au simple forte. Elle rejoignit en cela les moyens sonores d'un Chopin dont elle fut une trop rare et géniale interprète.
En se rendant à Bruxelles en 1960 pour y retrouver Arthur Grumiaux, elle chute dans les escaliers de la gare du Midi et, après avoir été transportée d'hôpitaux en cliniques, elle meurt le 7 décembre. Elle est enterrée au cimetière du Montparnasse à Paris, près de ses deux sœurs.

## Distinctions
Clara Haskil est nommée chevalier dans l'ordre national de la Légion d'honneur.

## Postérité
Le concours international de piano Clara Haskil a été créé en 1963 pour perpétuer le souvenir de la grande pianiste suisse d'origine roumaine. Il se déroule tous les deux ans à Vevey où elle a vécu, où une rue porte son nom et où une statue la représentant a été érigée.
En août 2017, un documentaire de Pascal Cling, Prune Jaillet et Pierre-Olivier François Clara Haskil, le mystère de l'interprète retrace son parcours artistique et sa vie.
En novembre 2017, le dramaturge belge Serge Kribus met en scène sa pièce Clara Haskil, prélude et fugue au Théâtre Blocry à Louvain-la-Neuve avec Anaïs Marty dans le rôle de la pianiste,. Très documenté, ce seule-en-scène retrace en un monologue polyphonique l'histoire de Clara Haskil, de son enfance à sa mort, à travers les aléas de l'histoire européenne du XXe siècle. La pièce fait ensuite l'objet d'une représentation exceptionnelle à l'Institut culturel roumain à Paris, en partenariat avec l'Ambassade de Roumanie en France et le Centre Wallonie-Bruxelles. Le texte paraît en janvier 2019 dans la Collection des quatre-vents de L'avant-scène théâtre. La pièce est reprise en 2021 avec dans le rôle titre Lætitia Casta, accompagnée de la pianiste Işıl Bengi dans une mise en scène de Safy Nebbou au théâtre du Rond-Point à Paris.